# The Innocent
The Innocent – jednotomowa manga produkcji amerykańsko-japońskiej powstała w 2010 roku. Fabułę do niej wykreował Jun’ichi Fujisaku na podstawie pomysłu Arada Avi, narysował ją zaś Ko Yasung. W Polsce została wydana pod takim samym tytułem w listopadzie 2011 roku przez wydawnictwo Studio JG.

## Fabuła
Ash, prywatny detektyw, zostaje stracony na krześle elektrycznym z powodu stawianych mu niesłusznie zarzutów. Rada aniołów postanawia dać mu drugą szansę - wraca na ziemię by pomagać ludziom takim jak on. Jego opiekunem zostaje Angel, który nie jest szczególnie zachwycony swoim podopiecznym. Ash z kolei korzystając z okazji postanawia pozałatwiać własne, niedokończone sprawy.

## Publikacja
| Nr | Język japoński  | Język japoński         | Język polski      | Język polski           |
| Nr | Data wydania    | ISBN                   | Data wydania      | ISBN                   |
| -- | --------------- | ---------------------- | ----------------- | ---------------------- |
| 1  | 10 czerwca 2011 | ISBN 978-48-6127-850-1 | 24 listopada 2011 | ISBN 978-83-6135-637-0 |